# Nazionale maschile di pallacanestro del Suriname
La nazionale di pallacanestro del Suriname è la rappresentativa cestistica del Suriname ed è posta sotto l'egida della Federazione cestistica del Suriname.

## Piazzamenti

### Campionati centramericani
- 1975 - 9°

### Campionati caraibici
- 2015 - 5°

### Giochi panamericani
- 1971 - 13°

## Formazioni

### Campionati caraibici
Campionato caraibico maschile di pallacanestro 20154 Beverdijk, 5 Elburg, 6 Goedschalk, 7 Sabajo, 8 Fraser, 9 van Ams, 10 Wip, 11 van Russell, 12 Zamuel, 13 Tolud, 14 Grootfarm, 15 de Randamie,        All. Henk Macnack

### Giochi panamericani
Pallacanestro maschile ai VI Giochi panamericaniBrewster, Chelius, Godfried, van Kempen, Kerk, Krieger, Lieuw A Sie, Nelson, Nijhorst, Tjon Aman, Tonch, Wezer, All. Edward Zaal